# Ozero Mezjuzjol
Ozero Mezjuzjol (ryska: Озеро Межужол) är en sjö i Belarus.   Den ligger i voblasten Vitsebsks voblast, i den norra delen av landet, 130 km norr om huvudstaden Minsk. Ozero Mezjuzjol ligger 167 meter över havet. Arean är 2,4 kvadratkilometer. Den sträcker sig 3,5 kilometer i nord-sydlig riktning, och 1,7 kilometer i öst-västlig riktning.
I omgivningarna runt Ozero Mezjuzjol växer i huvudsak blandskog. Runt Ozero Mezjuzjol är det glesbefolkat, med 14 invånare per kvadratkilometer.